# Campbell Stewart
Pour les articles homonymes, voir Stewart.

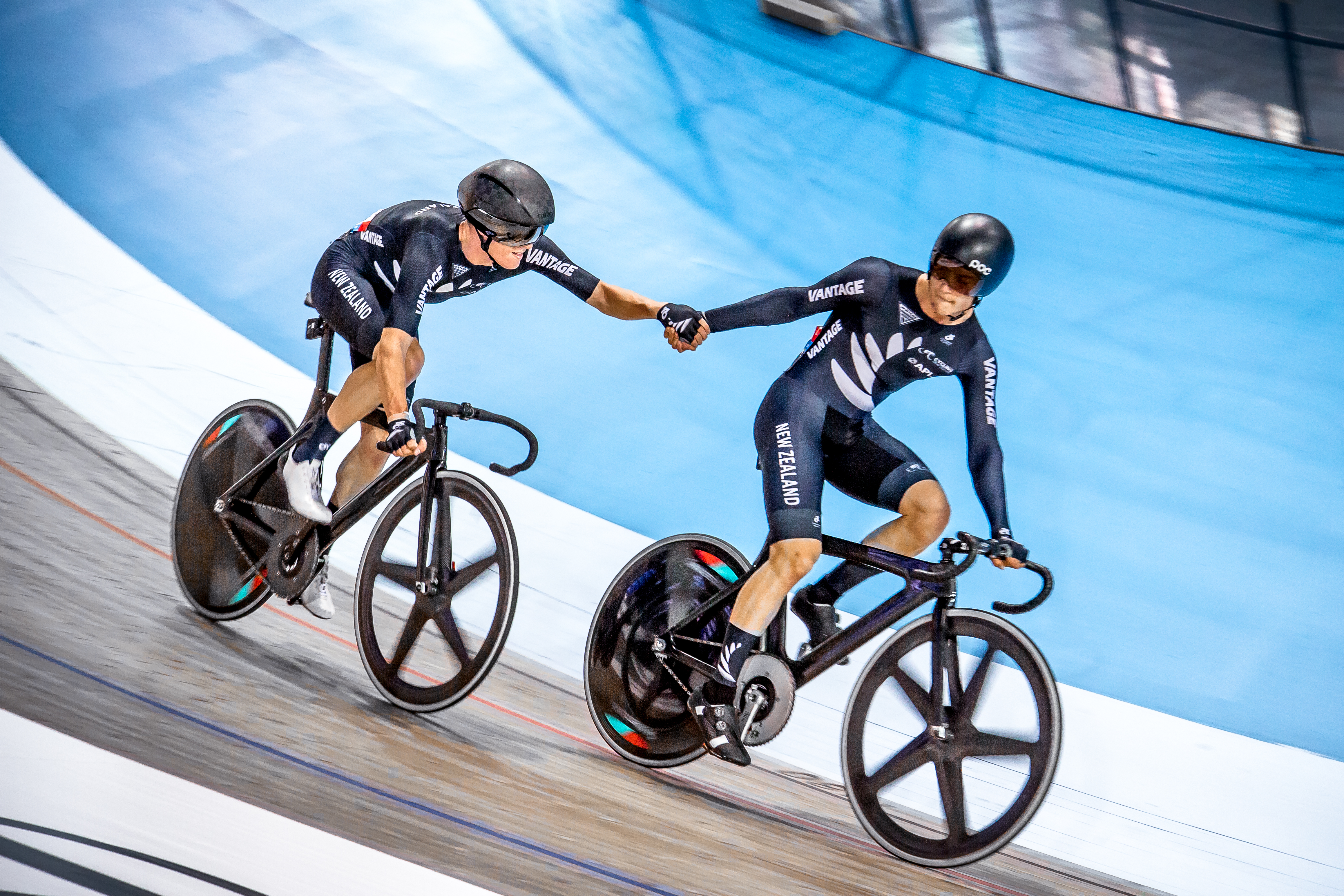
Campbell Stewart et Tom Sexton sur une course à l'américaine en 2017.

Campbell Stewart (né le 12 mai 1998 à Palmerston North, dans la région de Manawatu-Wanganui) est un coureur cycliste néo-zélandais. Spécialiste de la piste, il court également sur route. Il est notamment champion du monde de l'omnium en 2019.

## Biographie
Campbell Stewart a fréquenté le Palmerston North Boys' High School dans sa ville natale et commence à faire du vélo dans l'usine à champion locale où sont passés entre autres Simon van Velthooven et Jesse Sergent. Il s’entraîne sous la direction de Michael McRedmond, ancien pistard des années 1980, qui a été médaillé d'argent de la vitesse aux Jeux du Commonwealth de 1982. Campbell Stewart a commencé le cyclisme grâce à sa sœur aînée, Kate, qui a participé aux mondiaux sur piste chez les juniors,.
En 2014, il devient champion d'Océanie d'omnium juniors. L'année suivante, il est champion de Nouvelle-Zélande de l'omnium juniors et champion de Nouvelle-Zélande sur route juniors. En 2015 et 2016, il est quadruple champion du monde junior dans diverses disciplines sur piste. Aux championnats du monde juniors 2016, le quatuor néo-zélandais établi un nouveau record du monde de poursuite par équipes juniors (4 minutes 1,409 secondes).
À partir de 2017, Stewart court avec les élites. Avec Tom Sexton, il devient champion d'Océanie de course à l'américaine. Au cours de la manche de Coupe du monde de 2017-2018 de Santiago, il remporte l'américaine et la poursuite par équipes. Sur route, il rejoint pour une saison le Team Wiggins en 2018. Aux Jeux du Commonwealth 2018, il gagne deux médailles d'argent sur le scratch et la course aux points.
En novembre 2023, Jayco AlUla annonce l'extension du contrat de Stewart jusqu'en fin d'année 2025. Le coureur se focalise sur la piste jusqu'aux Jeux olympiques de 2024 avant de privilégier le cyclisme sur route.

## Palmarès sur piste

### Jeux olympiques
| Édition / Épreuve | Poursuite par équipes | Américaine | Omnium |
| Tokyo 2020        | 4e                    | 11e        | Argent |
| Paris 2024        | 5e                    | 4e         |        |

### Championnats du monde
| Édition / Épreuve     | Poursuite par équipes           | Américaine | Scratch | Omnium |
| Astana 2015 (juniors) |                                 |            | Or      | Or     |
| Aigle 2016 (juniors)  | Or (avec Sexton, Gray et Brown) | Argent     |         | Or     |
| Apeldoorn 2018        | 5e                              |            |         | 5e     |
| Pruszków 2019         | 8e                              |            |         | Or     |
| Berlin 2020           | Argent                          | Argent     |         | 5e     |
| Glasgow 2023          | Bronze                          | Bronze     |         |        |

### Coupe du monde
- 2016-2017
  - 2e du scratch à Los Angeles
  - 2e de l'omnium à Los Angeles
  - 3e de l'américaine à Los Angeles
- 2017-2018
  - 1er de la poursuite par équipes à Milton (avec Tom Sexton, Jared Gray et Nick Kergozou)
  - 1er de la poursuite par équipes à Santiago (avec Tom Sexton, Jared Gray et Nick Kergozou)
  - 1er de l'américaine à Santiago (avec Tom Sexton)
  - 2e de l'américaine à Milton
- 2018-2019
  - 1er de la poursuite par équipes à Cambridge (avec Regan Gough, Jordan Kerby, Nick Kergozou et Tom Sexton)
  - 1er de l'américaine à Cambridge  (avec Aaron Gate)
  - 1er de l'américaine à Hong Kong (avec Tom Sexton)
  - 3e de l'omnium à Milton
  - 3e de l'omnium à Hong Kong
- 2019-2020
  - 1er de l'omnium à Hong Kong
  - 1er de l'omnium à Cambridge
  - 1er de l'américaine à Cambridge  (avec Aaron Gate)
  - 2e de l'américaine à Hong Kong
  - 2e de la poursuite par équipes à Hong Kong
  - 2e de la poursuite par équipes à Brisbane

### Coupe des nations
- 2023
  - 2e de la poursuite par équipes à Jakarta
  - 2e de l'omnium à Jakarta
  - 3e de l'américaine à Jakarta
- 2024
  - 1re de l'américaine à Adélaïde
  - 1er de l'américaine à Hong Kong
  - 3e de la poursuite par équipes à Hong Kong

### Jeux du Commonwealth
| Édition / Épreuve | Poursuite par équipes | Course aux points | Scratch |
| Gold Coast 2018   |                       | Argent            | Argent  |
| Birmingham 2022   | Or                    | Argent            |         |

### Championnats d'Océanie
| Édition / Épreuve       | Poursuite par équipes | Course aux points | Américaine           | Omnium | Scratch |
| Adélaïde 2014 (juniors) |                       |                   |                      | Or     |         |
| Cambridge 2017          | Argent                | Argent            | Or (avec Tom Sexton) |        |         |
| Adélaïde 2018           |                       |                   |                      | Bronze |         |
| Invercargill 2019       |                       |                   | Argent               | Argent |         |
| Brisbane 2025           | Bronze                |                   | Or (avec Tom Sexton) | Or     | Argent  |

### Championnats de Nouvelle-Zélande
- 2015
  -  Champion de Nouvelle-Zélande de l'omnium juniors
  - 2e de la vitesse juniors
  - 2e du kilomètre juniors
- 2016
  -  Champion de Nouvelle-Zélande de poursuite juniors
  -  Champion de Nouvelle-Zélande de course aux points juniors
  -  Champion de Nouvelle-Zélande du scratch juniors
  - 2e du kilomètre juniors
  - 2e de la vitesse juniors
  - 2e de la vitesse par équipes juniors
- 2017
  -  Champion de Nouvelle-Zélande de l'américaine (avec Dylan Kennett)
  - 3e de la poursuite par équipes
  - 3e de la course aux points
- 2019
  -  Champion de Nouvelle-Zélande de l'américaine (avec Jordan Kerby)
  - 2e de l'omnium
  - 3e du kilomètre
- 2020
  -  Champion de Nouvelle-Zélande de l'américaine (avec Aaron Gate)
  - 2e de la course aux points
  - 2e du scratch
  - 3e du kilomètre
  - 3e de l'élimination
- 2021
  - 3e de la course aux points
  - 3e du scratch
- 2022
  -  Champion de Nouvelle-Zélande du scratch
  -  Champion de Nouvelle-Zélande de l'américaine (avec Thomas Sexton)
  - 2e de l'omnium

## Palmarès sur route

### Par années
- 2015
  -  Champion de Nouvelle-Zélande sur route juniors
  - Tour de Manawatu
- 2016
  - 4e étape du National Capital Tour
- 2018
  - 2e du championnat de Nouvelle-Zélande du critérium
- 2019
  - 2e étape du Tour de Southland
- 2020
  - 2e étape de la New Zealand Cycle Classic
  - 5e étape du Tour de Southland
- 2021
  - 5e étape de la New Zealand Cycle Classic
  - 2e et 3e étapes d'À travers les Hauts-de-France
  - 2e d'À travers les Hauts-de-France
- 2023
  - 6e étape du Tour de Croatie

### Résultats sur les grands tours

#### Tour d'Italie
1 participation
- 2023 : 108e

### Classements mondiaux
| Année                                 | 2019  | 2020  | 2021 | 2022  | 2023  | 2024  |
| ------------------------------------- | ----- | ----- | ---- | ----- | ----- | ----- |
| Classement mondial                    | 2200e | 1528e | 561e | 1924e | 1097e | 2501e |
| UCI Oceania Tour                      | 104e  | 77e   | 28e  | 84e   | 62e   | nc    |
|                                       |       |       |      |       |       |       |
| Légende : nc = non classéSource : UCI |       |       |      |       |       |       |